# Devarahalli, Sira
Devarahalli là một làng thuộc tehsil Sira, huyện Tumkur, bang Karnataka, Ấn Độ.